# Dorfkirche Isserstedt

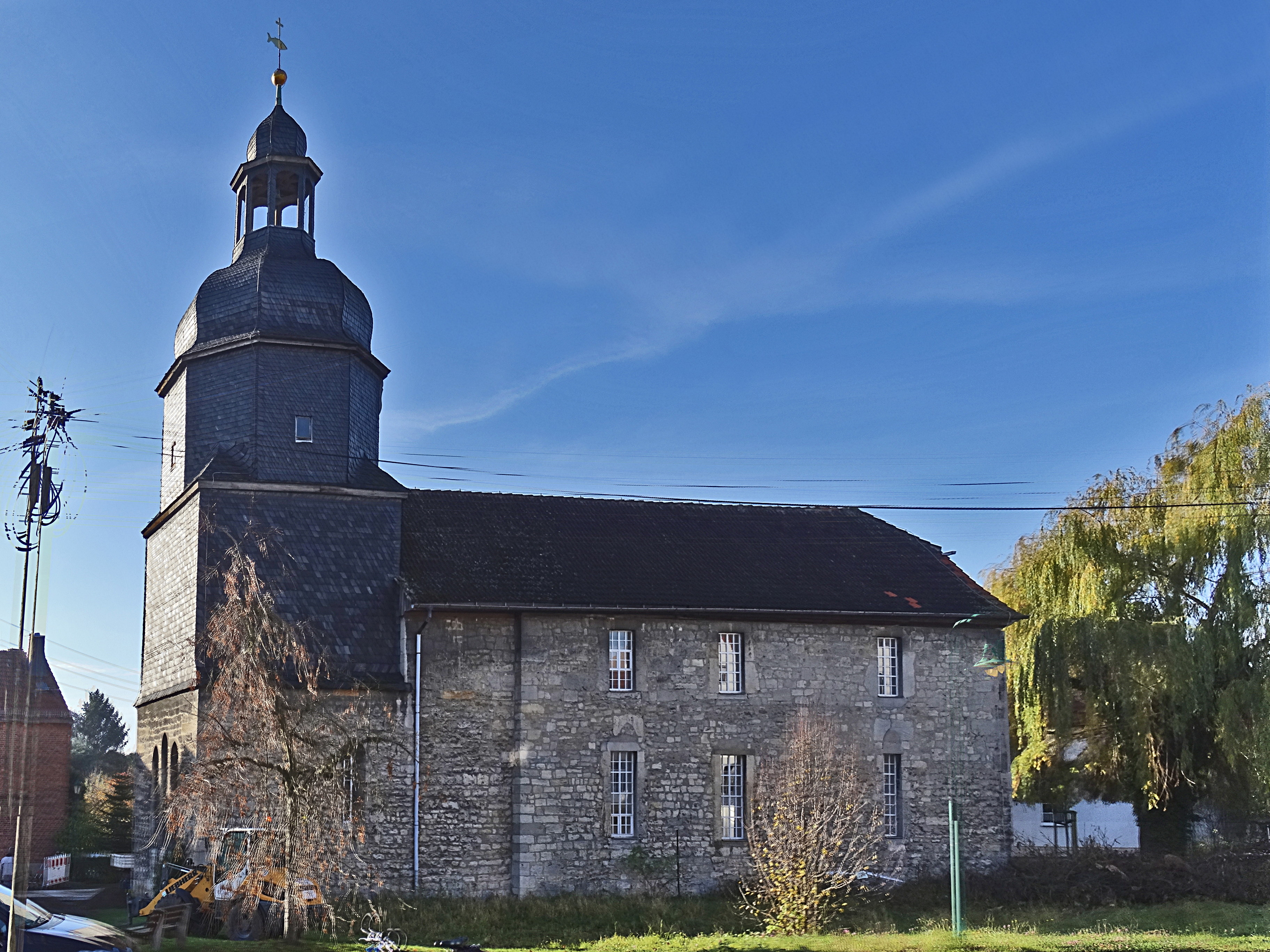
St. Magdalena

Die Dorfkirche Isserstedt im Stadtteil Isserstedt der Stadt Jena in Thüringen im östlichen Stadtteil nördlich der ehemaligen Wasserburg. Die Kirche gehört zum Kirchenkreis Jena.

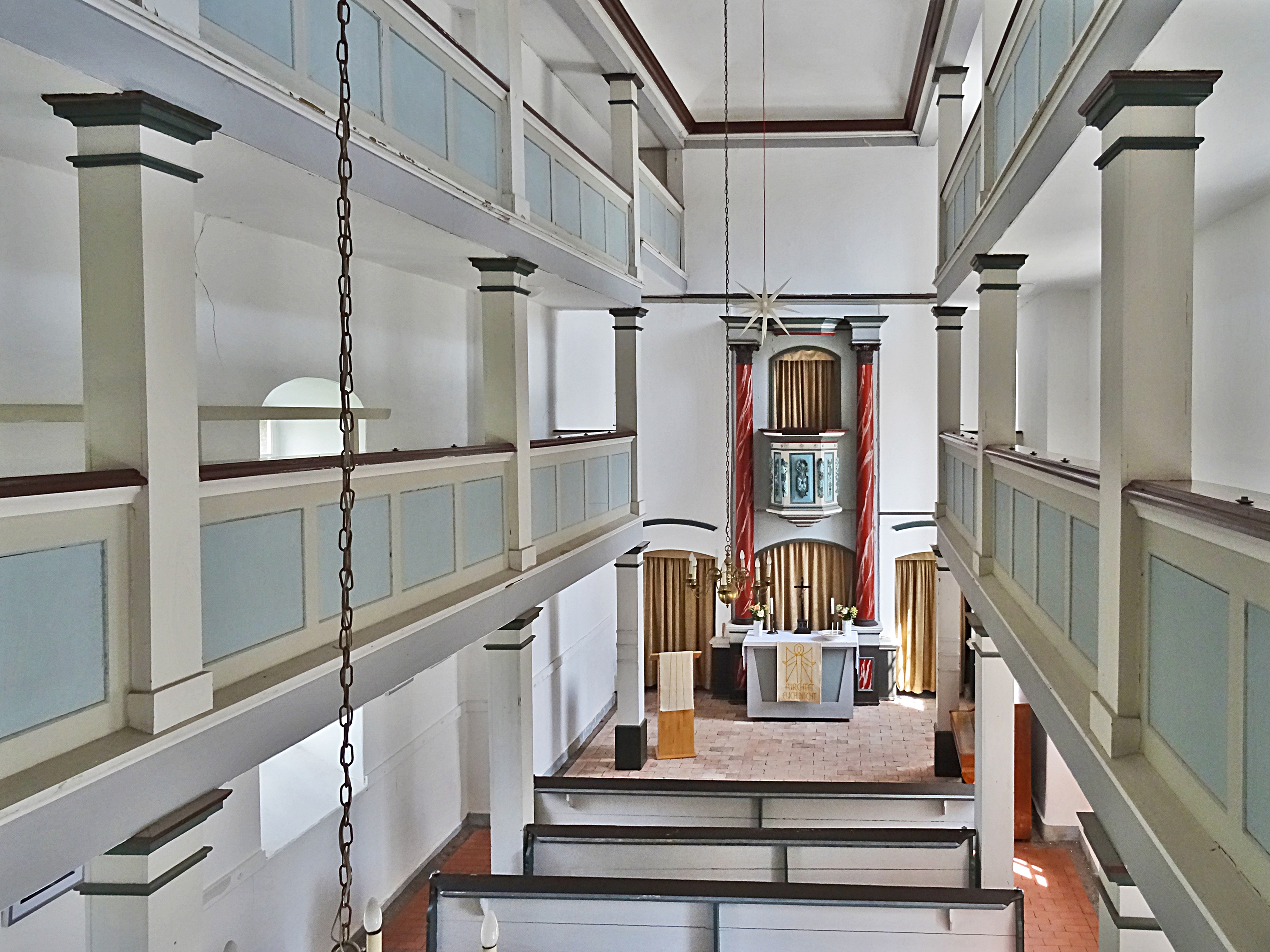
Innenansicht

## Beschreibung
Die aus dem 13. Jahrhundert stammende spätgotische Chorturmkirche St. Magdalena mit Schiff wurde im 18. Jahrhundert umgebaut.
Der Kirchturm mit Haube, Laterne, Turmknopf und Wetterfahne ist über dem Chor beschiefert. Er besitzt Rundbogen- und Schallfenster.

## Ausstattung
Das schlichte Schiff besitzt zwei dreiseitige Emporen und eine Altarwand im Osten. Der Kanzelaltar wird von einem hohen und schlanken Säulenpaar flankiert. Dies verstärkt die Raumwirkung. 

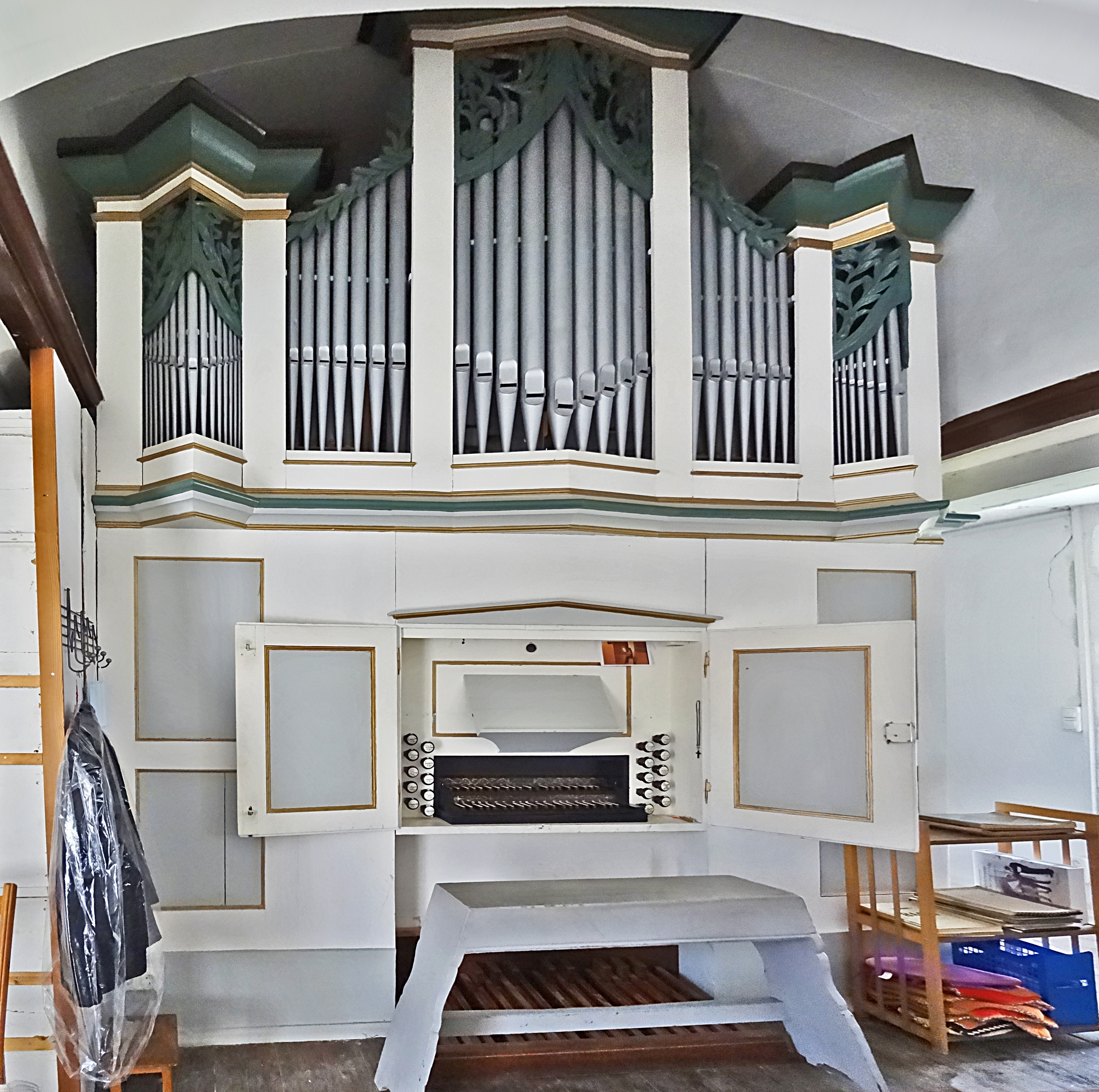
Gerhard-Orgel

Die Orgel mit 19 Registern, verteilt auf 2 Manuale und Pedal, wurde im Jahre 1822 von Christian Gerhard aus Dorndorf gebaut und 2002 aufwändig restauriert.
Die Kirche wird durch die 2007 bis 2010 erneuerten hohen barocken Kirchenfenster wirkungsvoll beleuchtet.